# Diplodia obiones
Diplodia obiones är en svampart som först beskrevs av Grove, och fick sitt nu gällande namn av Zambett. 1955. Diplodia obiones ingår i släktet Diplodia och familjen Botryosphaeriaceae.   Inga underarter finns listade i Catalogue of Life.